# Bras du Nord-Est
Pour les articles homonymes, voir Bras et Bras du Nord.
Le Bras du Nord-Est coule entièrement dans la municipalité de Saint-Cyrille-de-Lessard, dans la municipalité régionale de comté (MRC) de L'Islet, dans la région administrative de Chaudière-Appalaches, au Québec, au Canada.
Le Bras du Nord-Est est un affluent de la rive droite du Bras Saint-Nicolas lequel se déverse sur la rive sud-est de la rivière du Sud (Montmagny) ; cette dernière coule vers le nord-est jusqu'à la rive sud de l'estuaire moyen du Saint-Laurent.

## Géographie
Les principaux bassins versants voisins du Bras du Nord-Est sont :
- côté nord : Bras de Riche, ruisseau Sauvage, lac Trois Saumons ;
- côté est : Bras de la rivière Ouelle, rivière Ouelle, rivière Grand Calder ;
- côté sud : Bras d'Apic, ruisseau de la Bouteille, rivière Méchant Pouce ;
- côté ouest : rivière des Perdrix (Bras Saint-Nicolas), Bras Saint-Nicolas.

Le "Bras du Nord-Est" prend sa source au "lac des Plaines" (longueur : 2,3 km ; altitude : 390 m), situé en zone montagneuse, situé du côté nord de la limite entre Saint-Cyrille-de-Lessard et Tourville. Ce lac de tête est situé au sud-est du lac Trois Saumons, au nord du lac Therrien et à 16,1 km au sud-est de la rive sud du fleuve Saint-Laurent.
À partir de ce lac de tête, le "Bras du Nord-Est" coule sur 24,7 km, répartis selon les segments suivants :
- 16,6 km vers l'ouest dans Saint-Cyrille-de-Lessard, jusqu'à une route que la rivière coupe à 2,2 km au nord-est du village de Saint-Cyrille-de-Lessard ;
- 2,5 km vers l'ouest, jusqu'à la route 285 que la rivière coupe à 0,8 km au nord-ouest du village de Saint-Cyrille-de-Lessard ;
- 3,4 km vers le nord-ouest, jusqu'à sa confluence.

Le "Bras du Nord-Est" se déverse sur la rive sud du Bras de Riche. Cette confluence est située à 2,3 km au nord-ouest du centre du village de Saint-Cyrille-de-Lessard.

## Toponymie
Le toponyme "Bras du Nord-Est" a été officialisé le 31 mai 1983 à la Commission de toponymie du Québec.